# Нитокрис
Нитокрис (на гръцки: Νίτωκρις) е царица на Древен Египет (ок. 2152 – 2150 пр.н.е.), последната владетелка от шеста династия и на целия период на Старото царство. Нейното име е намерено в „История“ на Херодот и в трудовете на Манетон, но нейната историческа реалност е под въпрос.
Според Херодот („История“), тя поканила убийците на брат си, „царя на Египет“, на банкет, и ги убила наводнявайки запечатана стая използвайки водите на Нил. След това за да избегне другите конспиратори, се самоубила (вероятно влизайки в горяща стая). Манетон отбелязва че, тя построила „трета пирамида“ в Гиза, която обаче съвременните историци приписват на Микерин.
Нитокрис не се споменава в нито един египетски надпис и „тя“ вероятно не е съществувала. Дълго се твърди, че името на Нитокрис се появява във фрагмент от Торинския списък, датиран към деветнадесета династия, под египетското име „Nitiqreti“(NT-ỉqrtỉ). Фрагментът, в който е това име се е смятало, че принадлежи към Шеста династия, което потвърждава казаното от Херодот и Манетон. Въпреки това, микроскопският анализ на Списъка предполага, че фрагмент е поставен не на място, както и че името Nitiqreti всъщност е повредена транскрипция на тронното име на цар Сиптах I, който е посочен в Абидоския списък като правоприемник на царя от Шеста династия Меренра II.